# Johann Friedrich Welsch

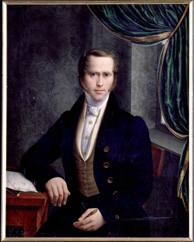
Selbstporträt von 1833

Johann Friedrich Welsch (* 1796 Wesel; † 1871) war ein deutscher Maler und Restaurator.

## Leben und Werk
Der Sohn eines Weseler Anstreichers und Glasers erhielt seinen ersten Zeichenunterricht als Schüler der Höheren Bürger- und Gelehrtenschule Wesel. Ab 1817 studierte er in Berlin, wo er eine solide technische Ausbildung erhielt, die ihn später auch zu seinem Wirken als erfolgreicher Restaurator befähigte. Von 1823 bis 1824 unterrichtete er selber als Zeichenlehrer an seiner ehemaligen Weseler Schule.
Um 1827 heiratete er in zweiter Ehe die in Duisburg gebürtige Caroline Wirtz. Zwei Söhne des Ehepaars, Karl Friedrich Christian Welsch (1828–1904) und Julius Maria Jakob Welsch (* 1832), beide in Wesel geboren, wurden selber bekannte Maler.
Um 1835 ging Welsch für Studien an die Zeichenakademie in Den Haag, wo er dann von 1836 bis 1839 auch als Lehrer tätig war.
In den 1840er Jahren ließ sich Johann Friedrich Welsch in Münster nieder. Er malte Historienbilder, Landschaften und Bildnisse. Und er restaurierte unter anderem 1851/1852 umfassend die dreiflügeligen Altartafeln in der Propsteikirche Dortmund des Derik Baegert und 1870 in der Stiftskirche Cappenberg den Altar mit Bildern aus der Passion und dem Marienleben des Jan Baegert. Beide Werke wurden damals noch nicht mit ihren Weseler Malern in Zusammenhang gebracht, sondern waren unter Notnamen geläufig, wie beispielsweise für Jan Baegert der Meister von Cappenberg.

## Einzelbelege
1. ↑  Johann Friedrich Welsch. Biografische Daten und Werke im Niederländischen Institut für Kunstgeschichte (niederländisch) abgerufen am 13. September 2015.

| Personendaten    | Personendaten            |
| ---------------- | ------------------------ |
| NAME             | Welsch, Johann Friedrich |
| KURZBESCHREIBUNG | deutscher Maler          |
| GEBURTSDATUM     | 1796                     |
| GEBURTSORT       | Wesel                    |
| STERBEDATUM      | 1871                     |